# Phoenix (Dannenburg)
Phoenix, het Monument voor de gevallenen in Amsterdam-Noord, is een kunstwerk in Amsterdam-Noord.
Het kunstwerk refereert aan de slachtoffers die vielen tijdens de bombardementen op Amsterdam-Noord in 1943 gedurende de Tweede Wereldoorlog. Al in 1945 waren er plannen voor een dergelijk monument. Het bleef echter lange tijd stil. In augustus 1951 kon gemeld worden dat een plantsoen op het Mosplein in gereedheid werd gebracht om het beeld te ontvangen. Er moest een betonnen fundering geplaatst worden.

Het beeld werd op 22 september 1951 (eerste geplande dag was 5 september) onthuld door een van de overlevenden van bombardementen in 1943 in de aanwezigheid van burgemeester Arnold Jan d'Ailly. Het betreft Henk Dannenburgs versie van de feniks, een vogel die uit zijn eigen as herrijst; staande voor het Amsterdam-Noord van na de oorlog. De Waarheid gaf destijds aan dat Phoenix rustte op een driekantige stenen zuil. In de zuil was een inscriptie gemaakt met de volgende tekst van Isaac da Costa:
't geluk herrijz voor ons
na zooveel tegenheden
en neerland bloeie weer
door eendracht moed en zeden'
Het beeld moest in 1968 plaatsmaken voor de aanleg van de Johan van Hasseltweg. Het Mosveld werd door die weg in tweeën gedeeld. Het beeld werd enige tijd opgeslagen. Toen men het beeld wilde herplaatsen, bleek de originele zuil verdwenen te zijn. Er is toen een nieuwe driehoekige zuil gemaakt, die alleen de jaartallen 1940 1945 weergeeft. In de jaren tien van de 21e eeuw moest het beeld weer verplaatst worden; het Mosplein werd heringericht met veel nieuwbouw, waarbij de plaats waar het stond bebouwd werd. In 2015 herrees de Phoenix op een plantsoen aan de Kamperfoelieweg. 
Het verhaal van de verdwenen sokkel blijkt in 2014 een verzinsel te zijn:
Bij de verhuizing van het beeld in 2014 werd het overgebracht naar het atelier van De Kunstwacht in Delft. Uit de correspondentie met de voorzitter van het 4 en 5 mei Comité Midden-Noord, Jos De Rooij (†2016) het volgende citaat: "Gebleken is na nader onderzoek naar de sokkel van de Phoenix dat de zuil niet van beton is, maar van natuursteen. Wij denken dat dit de originele sokkel is en dat deze dus niet ooit is zoekgeraakt en dat er voor in de plaats een betonnen exemplaar gekomen is. (...) Onder de coating en de witte verflaag kwam de kleur van het originele vaurion naar boven. De steen heeft een heel mooie lichtgele kleur en is waarschijnlijk ooit wit geverfd omdat oxide van het brons van de Phoenix groene lekstrepen heeft achtergelaten." Deze verkleuring bleek niet te verwijderen. De zuil staat nu weer met een nieuwe verflaag in het plantsoen.

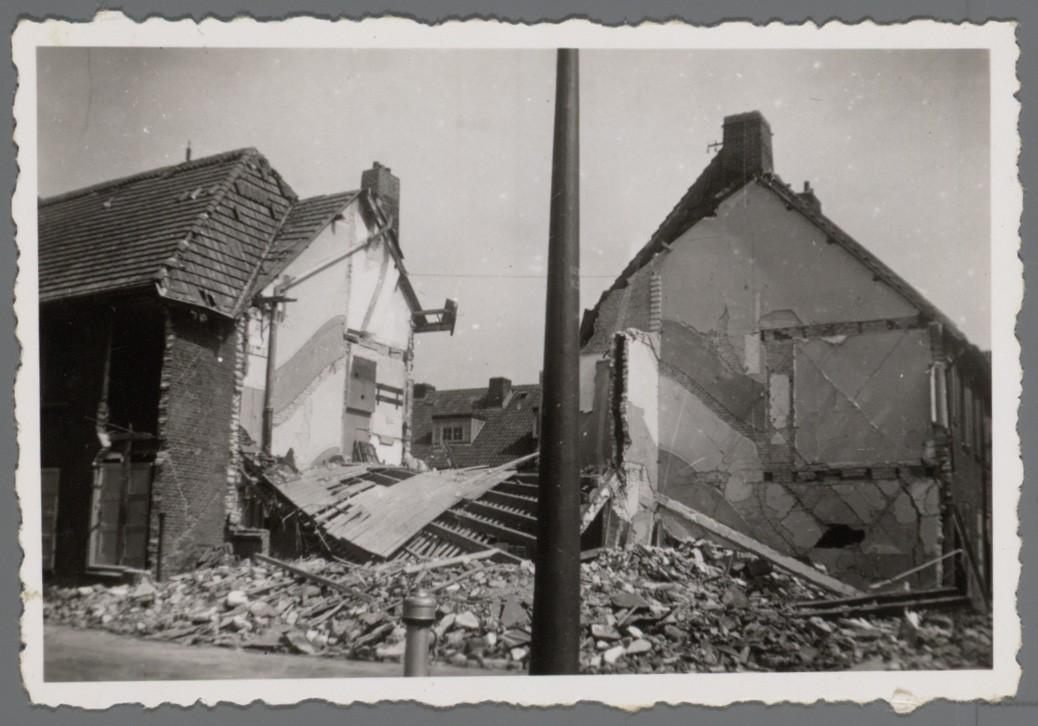
Mosveld 1943
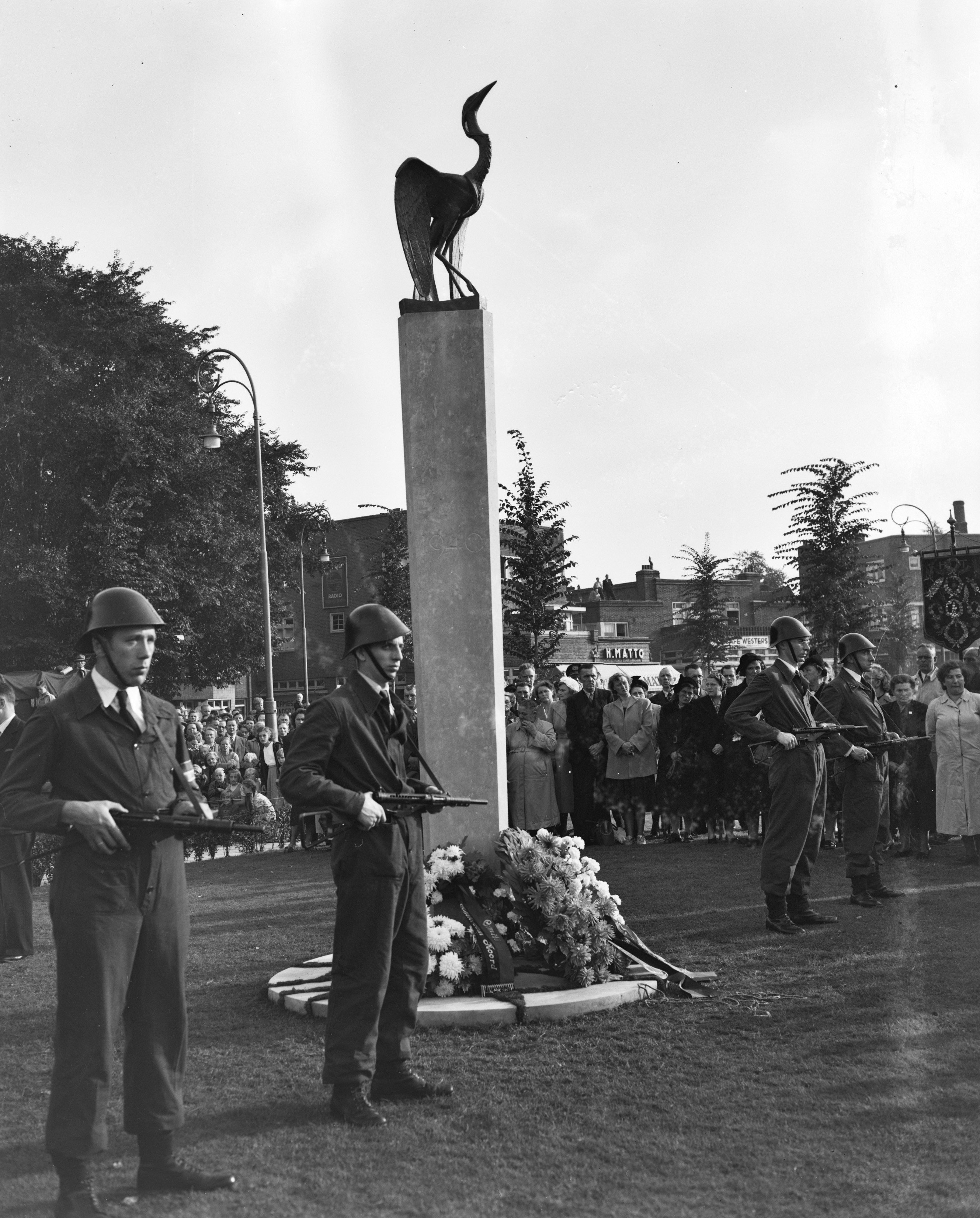
Onthulling in 1951